# 千葉県立勝浦若潮高等学校
千葉県立勝浦若潮高等学校（ちばけんりつ かつうらわかしおこうとうがっこう）は、千葉県勝浦市新官に所在した公立の高等学校。

## 概要
本校は、2005年に千葉県立勝浦高等学校と千葉県立御宿高等学校が統合して設置された学校で、校舎などの施設は勝浦高校のものがそのまま本校へと受け継がれていた。
その後、2015年にいすみ市の千葉県立大原高校と千葉県立岬高校、本校が統合され、千葉県立大原高等学校となった。大原高校の普通科が文理系列、岬高校の園芸科が園芸系列として、本校の生活福祉系列、海洋科学系列はそのままの名称で、新設の大原高校に受け継がれた。
統合後も本校の校舎は大原高校若潮校舎として使用されていたが、2017年3月をもって使用されなくなった。本校のグランド跡地は勝浦市と民間企業による共同で再開発され、2018年3月にベイシアスーパーセンター勝浦店がオープンした。

## 設置学科
- 総合学科

## 所在地
- 勝浦校舎（本校舎）
千葉県勝浦市新官1380
- 海岸実習場
千葉県勝浦市墨名816-14
- 栽培漁業実習場
千葉県勝浦市浜勝浦178-19

## 沿革
- 1901年 - 勝浦水産補習学校が開設
- 1903年 - 勝浦実業補習学校と改称
- 1929年 - 勝浦実科学校と改称
- 1935年 - 千葉県勝浦実業学校と改杯
- 1943年 - 千葉県勝浦商業学校と改称、女子部が千葉県勝浦高等女学校として分離独立
- 1944年 - 千葉県勝浦工業学校と改称
- 1948年 - 千葉県勝浦高等女学校と合併し、千葉県町立勝浦高等学校へ改称
- 1950年 - 千葉県組合立御宿家政高等学校と合併し、千葉県立夷隅高等学校へ改称
- 1965年 - 御宿校舎の家政科が千葉県立御宿家政高等学校として分離独立
- 1966年 - 千葉県立勝浦高等学校へ改称
- 2001年 - 創立100周年記念式典挙行
- 2005年4月1日 - 千葉県立御宿高等学校と合併し、千葉県立勝浦若潮高等学校に改称
- 2007年4月1日 - 御宿校舎閉鎖
- 2015年3月31日 - 千葉県立岬高等学校、（旧）千葉県立大原高等学校と統合し、閉校。大原に本校舎を置く大原高校若潮校舎となった[1]。水産関係の実習は統合後も引き続き若潮校舎の施設を利用する。[2]。
- 2017年3月 - 若潮校舎で授業を受ける2014年までに入学の転籍生が卒業。若潮校舎の実習施設は大原高校に完全移管された。

### 旧千葉県立御宿高等学校

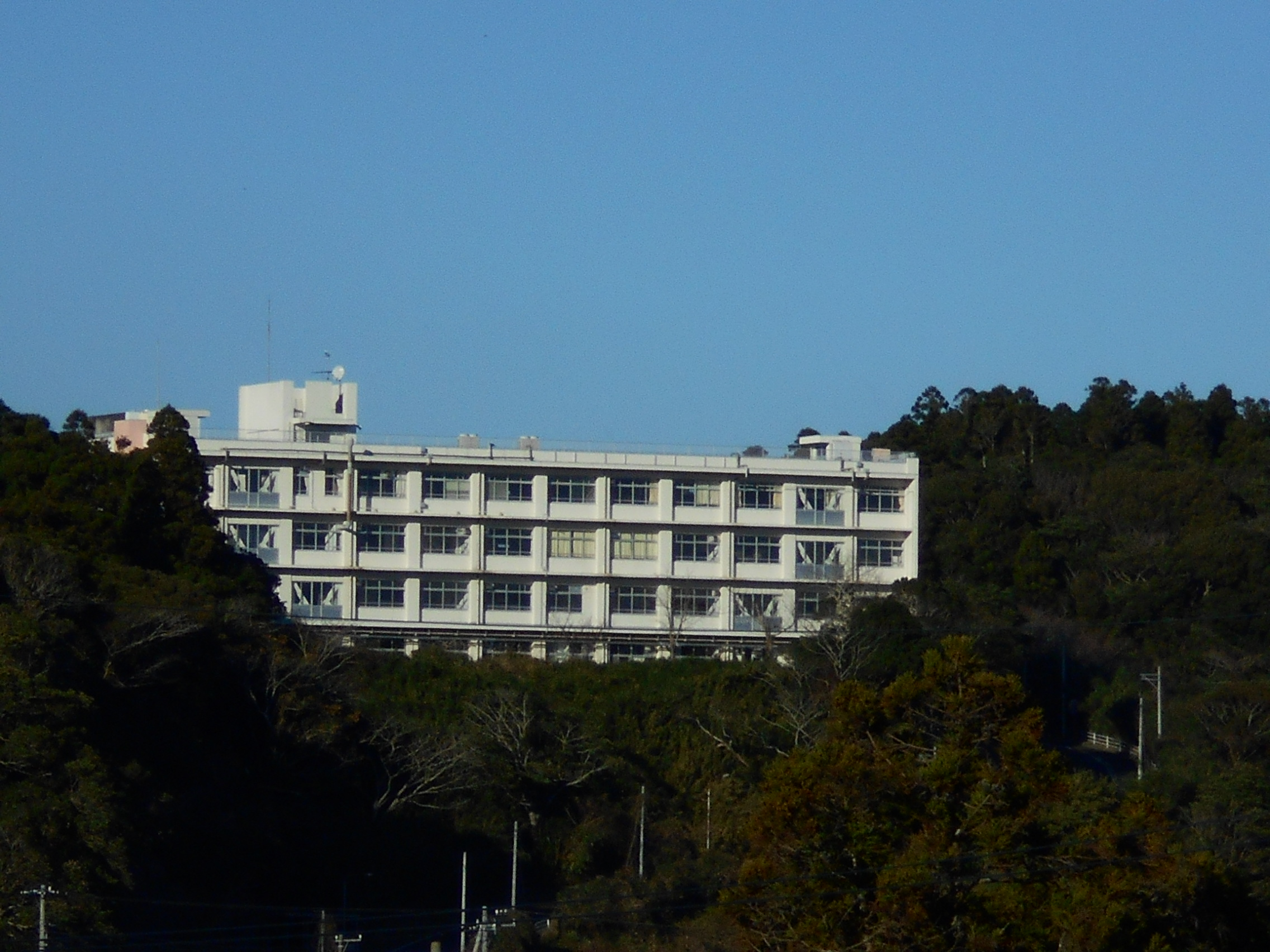
御宿校舎

- 1928年 - 御宿町布施村浪花村豊浜村組合立千葉県御宿実科高等女学校として開校
- 1943年 - 組合立御宿高等女学校と改称
- 1948年 - 千葉県組合立御宿家政高等学校へ改称
- 1950年 - 千葉県町立勝浦高等学校と合併し、千葉県立夷隅高等学校御宿校舎となる
- 1965年 - 千葉県立御宿家政高等学校として独立
- 1993年 - 千葉県立御宿高等学校と改称
- 2005年3月31日 - 千葉県立勝浦高等学校との統合により閉校
- 2005年4月1日 - 千葉県立勝浦若潮高等学校御宿校舎となる
- 2007年3月31日 - 御宿校舎を閉鎖
- 2013年10月 - 御宿校舎を学校法人中央国際学園が再利用し、中央国際高等学校が開校した。

## 著名な出身者
- 桜沢信司 - 中部日本放送の社員。気象予報士、元アナウンサー[3]